# Little Walker River
Little Walker River är en 24 km lång flod i östra Kalifornien, USA. Den är en biflod till West Walker River och rinner upp i Sierra Nevada. Den tillhör Stora saltsjöns avrinningsområde och når därmed aldrig fram till havet.